# Australina pusilla
Australina pusilla är en nässelväxtart. Australina pusilla ingår i släktet Australina och familjen nässelväxter.

## Underarter
Arten delas in i följande underarter:
- A. p. muelleri
- A. p. pusilla